# 农产品批发市场

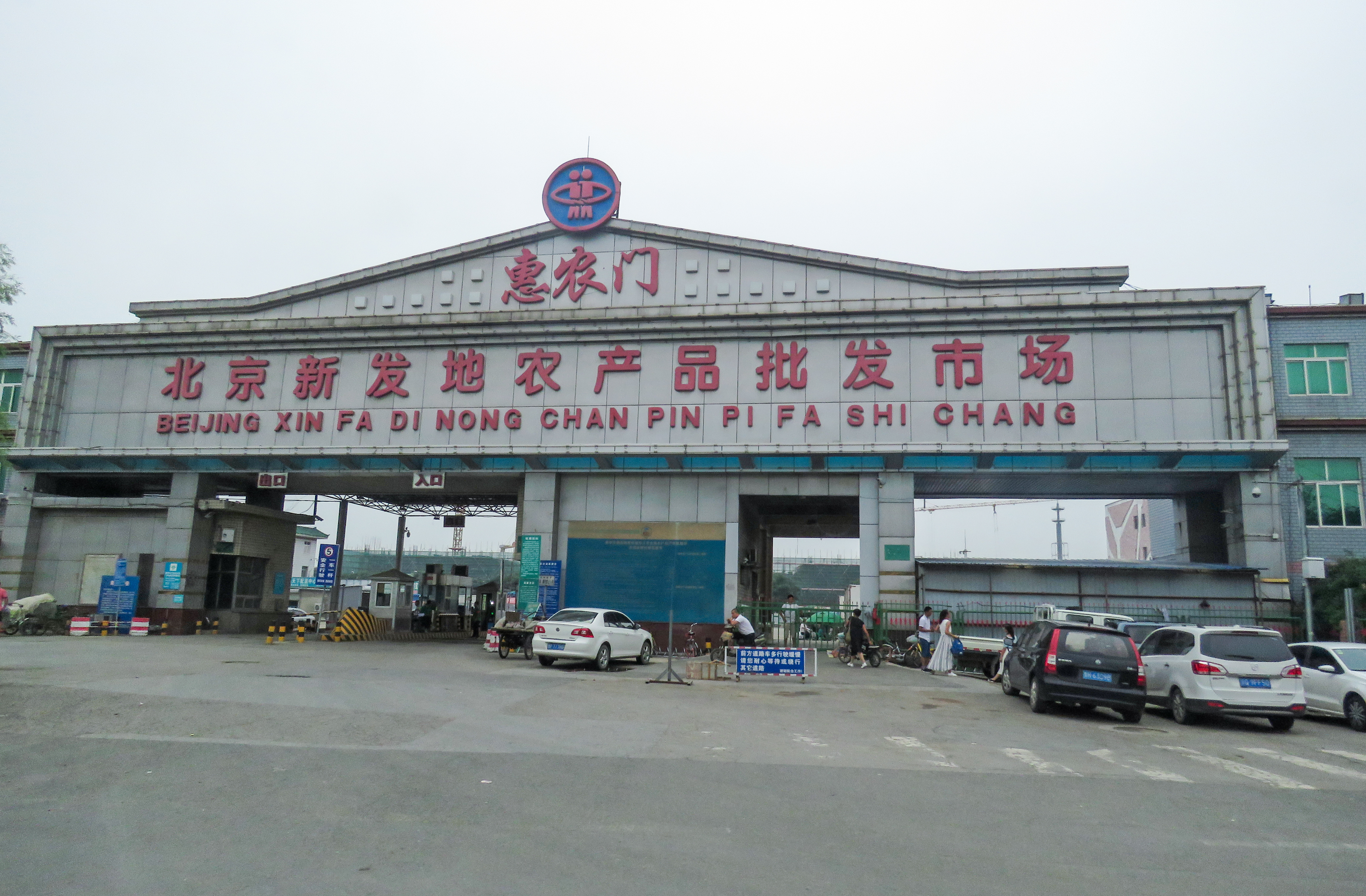
北京新发地农产品批发市场

农产品批发市场是为买卖双方提供农产品批量交易活动及配套服务的场所，為农产品流通产业链的重要环节，具有农产品大宗集散、中转等特性。